# Daniel Huňa
Daniel Huňa (Most, 25 giugno 1979) è un ex calciatore ceco, di ruolo attaccante.

## Carriera

### Club

#### Příbram
Fa il suo ultimo gol con il Příbram il 21 novembre 2010 nella sconfitta fuori casa per 3-1 contro il Sigma Olomouc dove porta la partita sul 2-1, la partita finirà poi 3-1.
Fa la sua ultima partita con il Příbram il 21 maggio 2011 nella vittoria casalinga per 1-0 contro lo Zbrojovka Brno, dove subentra al 79' a Thomas Wagner e si fa anche ammonire 6 minuti dopo.

#### Bohemians Praga
Debutta con il Bohemians Praga il 5 agosto 2011 nella vittoria fuori casa per 0-3 contro il Vysočina dove viene sostituito al 90' da Eric Adjei.
Il primo gol con il Bohemians Praga arriva nel pareggio fuori casa per 1-1 contro lo Zbrojovka Brno dove recupera lo svantaggio dopo un minuto.

#### Baník Most
Debutta con il Baník Most il 4 marzo 2012 nella vittoria fuori casa per 1-2 contro lo Zenit Čáslav.